# Antônio Carlos de Assunção
Antônio Carlos de Assunção (Tietê, 30 de janeiro de 1872 — São Paulo, 15 de maio de 1952) foi um empresário, advogado e político brasileiro. Atuou no comércio dos municípios de São Paulo e Santos, sendo presidente das associações comerciais de ambas as cidades. Fez parte do governo do interventor federal Armando de Sales Oliveira, atuando como prefeito de São Paulo de 22 de agosto de 1933 a 6 de setembro de 1934.

## Formação e carreira empresarial
Nascido em Tietê, mudou-se para a capital paulista para ingressar na Faculdade de Direito da Universidade de São Paulo, onde se tornou bacharel em ciências jurídicas em 1891 e em ciências sociais em 1896. Montou em 1898 consultório de advocacia com seu irmão. Exerceu por dez anos a profissão, quando se dedicou ao comércio e indústria, mudando-se para Santos. Lá fez parte de uma firma comissionária de café de nome Toledo Assumpção, que intermediava a venda do café entre as fazendas e as casas de exportação. Em 1910 formou a Whitaker, Brotero e Cia. Exportadora de Café, empresa que chegou a movimentar 100 mil sacas de café. Tornou-se presidente da Associação Comercial de Santos de junho a dezembro de 1912, período marcado por várias greves.
Retornando à capital, foi eleito em 1918 presidente da recém-formada Bolsa de Mercadorias de São Paulo (entidade depois unificada com outras no que se transformaria na bolsa de valores B3). Fundou e presidiu ainda a Companhia de Armazéns Gerais de São Paulo (entidade que se formaria depois a CEAGESP), a Caixa de Liquidação de São Paulo e a Companhia Paulista de Comércio e Exportação Ltda. Em 1926, já importante figura do empresariado paulista, foi incorporado ao quadro diretivo da Associação Comercial de São Paulo (ACSP), assumindo o cargo de presidente. Deixando o cargo brevemente, foi reeleito em 1928 por ser um candidato conciliatório entre indústria e comércio, que haviam se dividido em chapas opostas. Defendeu a união entre os dois grupos em seu discurso inaugural, afirmando: Comércio e indústria podem e devem, muitas vezes, dar as mãos, unindo e complementando seus esforços. A discórdia, no entanto, culminou na cisão da ACSP, levando à formação do Centro das Indústrias do Estado de São Paulo (CIESP) no final de seu segundo mandato.
Enquanto presidente da ACSP, Assunção enfrentou crises no comércio, tendo estimulado debates sobre a reformulação aduaneira, a modificação da legislação associada às falências, que eram dominadas por fraudes, e medidas para reduzir o congestionamento do Porto de Santos, importante via de exportação do estado, em especial do café, fato que reduzia a quantidade de exportações. A indústria cafeeira ainda estava sendo afetada por uma política federal deflacionária, que retirou capital das empresas, e por novas tarifas ferroviárias, que encareciam o preço do produto final. Assunção criou a Liga de Defesa do Comércio e da Indústria, buscando combater as fraudes nas falências. A ACSP também questionou a desigualdade nas tarifas entre São Paulo e Rio de Janeiro; os paulistas, principalmente exportadores, pagavam mais impostos.
No âmbito do comércio, a ACSP sob sua gestão defendeu que o calçamento da Rua Direita, importante centro comercial, fosse refeito.
Foi presidente do Banco do Estado de São Paulo após sua passagem pela prefeitura da capital, tendo posteriormente pedido demissão por motivo de saúde em outubro de 1936.

## Prefeitura de São Paulo

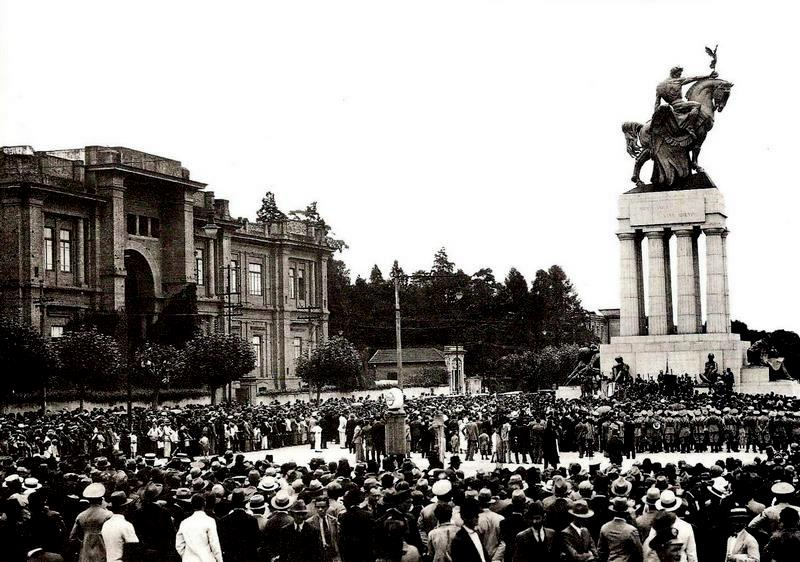
Inauguração do Monumento a Ramos de Azevedo na Avenida Tiradentes, 1934.

Foi nomeado prefeito de São Paulo por Armando de Sales Oliveira, sucedendo no cargo o capitão Carlos dos Santos Gomes, prefeito interino. Sales Oliveira o escolheu principalmente por sua atuação conciliatória, equilibrando interesses da elite agrária da República Velha e da nascente classe industrial. Em entrevista logo após a posse, reforçou a necessidade de conter gastos em obras públicas, continuando as já em andamento apenas "dentro das possibilidades do erário municipal".
Em 25 de janeiro de 1934, como parte das celebrações do aniversário da cidade, Assunção inaugurou o Monumento a Ramos de Azevedo, escultura de Galileo Emendabili inicialmente situada à Avenida Tiradentes e posteriormente transferida para a Cidade Universitária Armando de Salles Oliveira. Assunção em seu discurso elogiou o monumento e o engeheiro-arquiteto por ele homenageado.
Em meio à verticalização imposta pelos surgimento dos arranha-céus na cidade, restringiu em ato de março de 1934 o limite máximo de altura a 80 metros, com exceção feita às ruas nobres do "centro novo" (Rua Barão de Itapetininga, Rua Coronel Xavier de Toledo, Rua Sete de Abril, Rua Vinte e Quatro de Maio, Rua Conselheiro Crispiniano e Praça da República), limitados a "dez pavimentos" ou 50 metros de altura máxima. Assunção aprovou ainda em sua gestão os planos do Viaduto Martinho Prado, que futuramente se situaria acima da Avenida Nove de Julho e que, com isso, permitiu a continuidade das obras da avenida.
Assunção visitou em maio de 1934 a pedreira de Rio Grande da Serra com o objetivo de negociar o fornecimento de material para os serviços de pavimentação das ruas de São Paulo, parados até então.
Autorizou a criação da Revista do Arquivo Municipal em 1934, destinada à divulgação de documentos históricos inéditos de São Paulo e pesquisas deles derivadas, tornando-se repertório de estudos significativo sobre o assunto.
A ideia do marco zero da cidade de São Paulo, monumento localizado na Praça da Sé que tem como função marcar o ponto de início das ruas da cidade assim como a numeração em quilômetros das rodovias estaduais, surgiu por iniciativa do jornalista Américo R. Neto em 1921. No entanto, o projeto ficou no papel por anos, sendo sua construção iniciada apenas no mandato de Assunção e sua inauguração em 19 de setembro de 1934, pouco após deixar o cargo de prefeito.
Após ser escolhido para a presidência do Banco do Estado de São Paulo, Assunção deixou a prefeitura em 6 de setembro de 1934, assumindo o cargo de prefeito em seu lugar Fábio da Silva Prado, também empresário.

## Vida pessoal e legado
Faleceu aos 80 anos de idade em São Paulo no dia 15 de maio de 1952, sendo enterrado no dia seguinte no Cemitério do Santíssimo Sacramento. Era filho de Domingos Teixeira de Assunção e Maria Luisa de Morais. Casou-se em 29 de julho de 1898 com Julieta de Sousa Queirós, neta do Barão de Sousa Queirós, tendo seis filhos.
Em 1968, foi homenageado com o nome da Rua Doutor Antônio Carlos de Assunção, no Jardim América. Deu nome ao Centro Cultural e Desportivo "Antonio Carlos de Assumpção" em 1976, que se tornaria o Sesc Ribeirão Preto.